# 仙台高等工業学校
| 仙台高等工業学校 （仙台高工） | 仙台高等工業学校 （仙台高工） |
| ----------------------------- | ----------------------------- |
| 創立                          | 1906年                        |
| 所在地                        | 仙台市                        |
| 初代校長                      | 中川謙二郎                    |
| 廃止                          | 1951年                        |
| 後身校                        | 東北大学                      |
| 同窓会                        | 青葉工業会                    |

仙台高等工業学校（せんだいこうとうこうぎょうがっこう）は、1906年（明治39年）に設立された旧制専門学校（実業専門学校）。略称は「仙台高工」あるいは「SKK」（エスケイケイ）。

## 概要
- 工業技術の高度化を目指して明治時代末期に増設された官立高等工業学校の一つ。
- 創立時は本科（修業年限3年）に土木工学科・機械工学科・電気工学科・採鉱冶金学科の4科を設置した。
- 1912年3月、東北帝国大学に包摂され、東北帝国大学附属工学専門部となった。
- 東北帝国大学工学部創設のため廃止となるところ、地元県・市などによる存続運動で存続となり、1921年に再び仙台高等工業学校として独立した。
- 第二次世界大戦中に仙台工業専門学校（略称：仙台工専）と改称された。
- 学制改革で新制東北大学工学部の母体の一つとなった。
- 同窓会は「SKK同窓会」と称したが、現在は東北大学工学部同窓会「青葉工業会」に合流している。

## 沿革

### （旧）仙台高等工業学校時代
- 1906年3月29日：文部省直轄諸学校官制改正で仙台高等工業学校設置（勅令第411号）。
- 1906年4月：宮城県、県第一中学校校舎・校地を国に寄附。
- 1907年1月：高工校舎に予定していた宮城県第一中学校校舎、焼失。
- 1907年2月：仙台高等工業学校規則制定。
  - 本科（修業年限3年）に土木工学科・機械工学科・電気工学科・採鉱冶金学科の4科を設置。
- 1907年4月20日：第1回入学式。
- 1909年4月：寄宿舎「日就寮」開寮。
- 1909年10月8日：新校舎完成。開校式挙行。
- 1910年3月：第1回卒業。

### 東北帝国大学附属工学専門部時代
- 1912年3月30日：東北帝国大学に吸収され、東北帝国大学附属工学専門部となる。
  - 勅令第65号で東北帝国大学官制改正、勅令第66号で文部省直轄諸学校官制改正。
- 1915年3月：本科採鉱冶金学科、生徒募集中止。
  - 秋田鉱山専門学校開校で入学者減少のため。1917年3月、廃止。
- 1917年12月：同窓会「萩交会」設立。
- 1918年2月：工学専門部存続決定。
  - 東北帝国大学への工学部新設により工学専門部廃止の虞が生じたが、県・市による工科大学（工学部）創設費寄附など存続運動の結果、工学専門部は存続となった。工科大学創設費によって工学専門部の新校舎が建設され、旧校舎を東北帝大工学部に明け渡すこととなった。
- 1918年5月：東北帝国大学工学部設置。
- 1919年9月：帝大工学部授業開始に伴い、新校舎に事務部・土木工学科を移転。
- 1920年4月：校歌制定。『扶遥万里の風待ちし』（土井晩翠作詞、岡野貞一作曲）
  - 「扶遥万里の風待ちし」との文言は、伊達政宗の漢詩（1613年作）に由来。
- 1920年9月：新校舎に機械工学科・電気工学科を移転。

### 仙台高等工業学校時代
- 1921年3月31日：東北帝国大学附属工学専門部を分離独立、仙台高等工業学校設置。
  - 勅令第51号で東北帝国大学官制改正。
- 1930年4月7日：本科に建築学科を増設（文部省令第4号）。
- 1930年10月：建築学科棟竣工（現：SKK棟）。
- 1937年10月：臨時工業技術員養成科を開設（修業年限6ヶ月）。
- 1939年3月29日：本科に工業化学科を増設（文部省令第12号）。
- 1939年4月：機械技術員養成科を設置（修業年限2年）。
- 1940年3月28日：本科に採鉱学科・冶金学科を増設（文部省令第13号）。
- 1941年4月：日就寮、八木山萩ヶ丘に移転し入居開始。
- 1942年2月：日就寮南寮、失火で焼失。
- 1943年3月23日：工業教員養成所を設置（勅令第163号）。
  - 修業年限3年。土木・機械・電気・建築・採鉱の各科を設置。

### 仙台工業専門学校時代
- 1944年4月1日：仙台工業専門学校と改称。
  - 本科学科を改称：土木科・機械科・電気科・建築科・化学工業科・採鉱科・冶金科。
- 1945年7月29日：仙台空襲で日就寮・同分寮・日進寮を焼失。
- 1945年10月：専修科を設置（土木科・建築科）。
- 1946年3月：本科採鉱科・冶金科を統合、採鉱冶金科を設置。第二部機械科・第二部建築科を増設。
- 1946年4月：採鉱冶金科校舎、アメリカ軍に接収される。
- 1947年4月：単科大学への昇格運動勃発。
- 1948年8月：文部省の一県一大学原則で、東北大学工学部に合併へ。
- 1949年5月31日：新制東北大学発足。
  - 旧制仙台工専は、東北大学工学部に合併され、東北大学仙台工業専門学校と改称。
  - 東北大学工学部は、工専合併により21講座を新設。新設の土木工学科・建築学科は旧東北帝大工学部には無い学科であった。
- 1951年3月：東北大学仙台工業専門学校、廃止。

## 歴代校長
（旧）仙台高等工業学校校長
- 校長：中川謙二郎（1906年12月29日 - 1910年3月4日）
  - 前・東京女子高等師範学校校長。
- 校長事務取扱：中川元（1910年3月4日 - 1911年1月）
- 校長：中川元（1911年1月25日 - 1912年4月1日）
  - 前・第二高等学校校長。

東北帝国大学総長
下掲の就任期間は、工学専門部の存続した間のみ。
- 総長：澤柳政太郎（1912年4月 - 1913年4月）
- 総長：北条時敬（1913年4月 - 1917年8月）
- 総長事務取扱：小川正孝（1917年8月 - 1917年10月）
- 総長：福原鐐二郎（1917年10月 - 1919年6月）
- 総長：小川正孝（1919年6月 - 1921年3月）

東北帝国大学附属工学専門部主事
- 主事：神谷龍彦（1912年4月 - 1915年1月）
- 主事心得：新保徳寿（1915年1月 - 1915年9月）
- 主事：新保徳寿（1915年9月 - 1921年3月）

仙台高等工業学校・仙台工業専門学校校長
- 校長：新保徳寿（1921年4月1日[1] - 1934年7月）
- 校長：鶴見一之（1934年7月 - 1945年11月）
- 校長：田中正三郎（1945年11月 - 1948年10月）
- 校長：内田黍郎（1948年10月 - 1951年3月）

## 校地の変遷と継承
（旧）仙台高等工業学校創立時は、宮城県から寄附された宮城県第一中学校校地（旧制第二高等学校の南東隣。現：仙台市青葉区片平の東北大学多元物質科学研究所素材工学研究棟付近）を使用した。一中校舎は高工開校直前に焼失し、開校当初は焼け残りの寄宿舎を使用したが、1909年に高工校舎が完成した。
東北帝国大学附属工学専門部時代の1919年、東北帝国大学工学部開設に伴い、校舎・校地を工学部に譲り、南隣の南六軒丁地区（東北大学片平キャンパスの南端一帯）に校舎を新築・移転した。南六軒丁の校地は1921年の高工独立後も引き続き使用され、第二次世界大戦後、仙台工専の廃止まで維持された。1930年竣工の旧建築学科棟（東北大学電気通信研究所附属21世紀情報通信研究開発センターの通称SKK棟）が旧制仙台高工（仙台工専）の代表的建物として残存している他、いくつかの建物が現存している。また寄宿舎・日就寮は東北大学の学生寮として八木山校地に存続している。
附設工業教員養成所は、新制東北大学工学部で工業教員養成課程として復活した。

## 関連書籍
- SKK同窓会仙台高等工業学校創立100周年記念誌編集委員会（編）『仙台高等工業学校創立百周年記念誌：青雲の遠きを仰ぎて』東北大学出版会、2006年10月。ISBN 9784861630279